# Křižanov (district de Žďár nad Sázavou)
Pour les articles homonymes, voir Křižanov.
Křižanov (en allemand : Krisans) est un bourg (městys) du district de Žďár nad Sázavou, dans la région de Vysočina, en République tchèque. Sa population s'élevait à 1 864 habitants en 2020.

## Géographie
Křižanov se trouve à 8 km à l'est-nord-est de Velké Meziříčí, à 23,5 km au sud-est de Žďár nad Sázavou, à 38 km à l'est de Jihlava et à 145 km au sud-est de Prague.
La commune est limitée par Jívoví au nord, par Kundratice au nord-est, par Kadolec au sud-est, par Ořechov et Sviny au sud, et par Kozlov et Dobrá Voda à l'ouest. Le quartier exclavé de Bojanov est limité par Horní Libochová au nord-ouest et au nord, par Dolní Libochová au nord-est, par Nová Ves à l'est, par Heřmanov et Kadolecau sud, et par Kundratice à l'ouest.

## Histoire
La première mention écrite de la localité date de 1239.

## Administration
La commune se compose de deux quartiers :
- Bojanov
- Křižanov

## Transports
Par la route, Křižanov se trouve à 9 km de Velké Meziříčí, à 24,5 km de Žďár nad Sázavou, à 44 km de Jihlava et à 164 km de Prague.